# Piton des Neiges

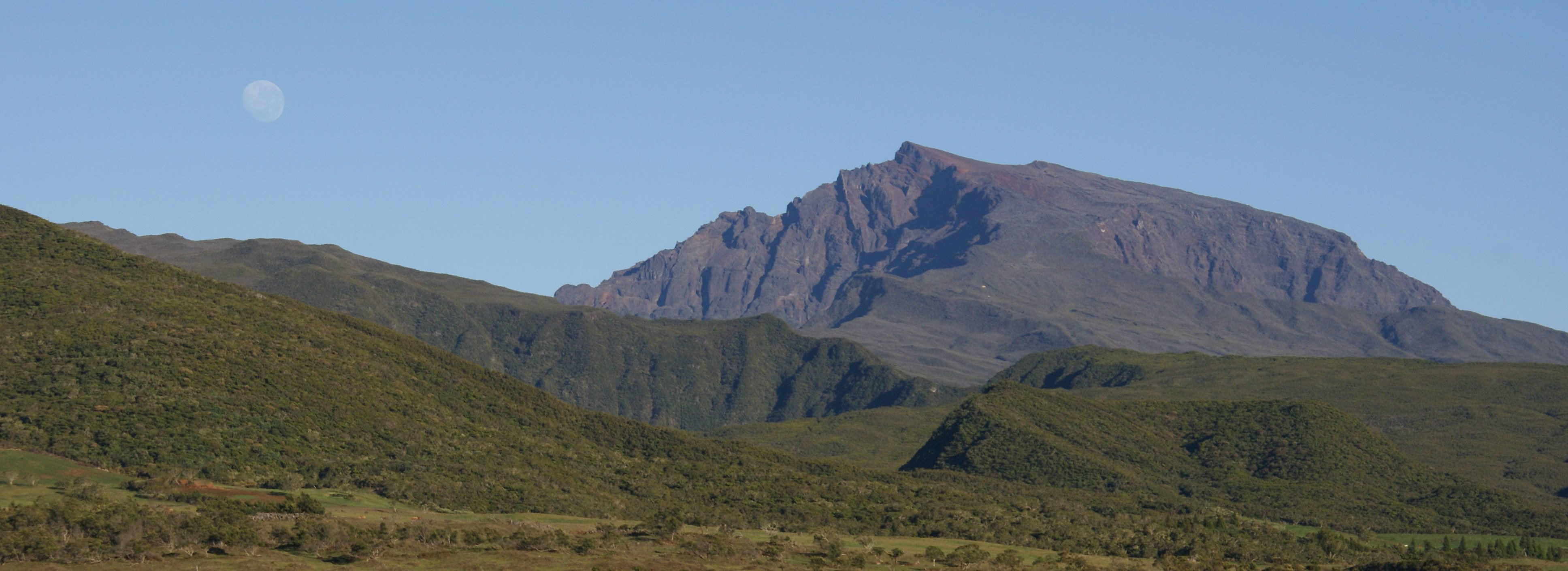
Piton des neiges

El Piton des Neiges és el pic més alt de l'illa de La Reunió i l'oceà Índic, el qual culmina als 3070,50 m d'altitud i té un diàmetre de base de prop de cinquanta quilòmetres.
L'activitat del volcà es va iniciar fa cinc milions d'anys i va sorgir de l'Oceà Índic fa uns 2,1 milions d'anys, creant l'actual illa de La Reunió. Aquest volcà escut no presenta activitat des de fa més de 12000 anys.